# Креативни ген
Креативни ген: Како су књиге, филмови и музика инспирисали творца игара Death Stranding и Metal Gear Solid аутобиографско је дело јапанског дизајнера видео-игара Хидеа Коџиме, објављено 12. октобра 2021. године у издању Viz Media. Заснована на збирци есеја под називом Даровити ген и моји вољени мемови, која је објављена у Јапану 2019. године, књига се бави инспирацијама Хидеа Коџиме за његов рад, које извиру из различитих облика популарне културе, као што су књиге, филмови и музика. Истражујући теме као што су изолационизам, усамљеност, туга и смрт, Креативни ген спаја личне анегдоте из Коџиминог живота, укључујући његове инспирације са његовим осећањима према мноштву дела која су га инспирисала. Креативни ген је добио позитивне критике критичара, а похвале су дате Коџимином истраживању његових инспирација и њиховом утицају на његов живот.

## Позадина и развој
Хидео Коџима је јапански дизајнер видео игара познат по стварању серије видео игара Metal Gear и игара Policenauts, Snatcher и Death Stranding. Цењен као аутор и истакнута личност у индустрији видео игара, Коџима је написао књигу Даровити ген и моји вољени мемови као збирку есеја у којима детаљно описује своје инспирације. Написана на јапанском, књига је првобитно објављена од стране Shinchosha и објављена у Јапану 27. октобра 2019. године. У фебруару 2021. године, издавач Viz Media је објавио да ће преведена верзија књиге бити објављена 12. октобра, под насловом Креативни ген: Како су књиге, филмови и музика инспирисали творца игара Death Stranding и Metal Gear Solid.

## Премиса и садржај
Креативни ген је аутобиографска књига која садржи разне кратке приче, есеје и анегдоте које обухватају Коџимин живот, од којих се многе фокусирају на различите медије поп културе према којима је Коџима развио обожавање и како су они утицали на њега. Један од првих есеја у књизи говори о Коџиминој склоности ка књижевности која потиче из његовог детињства. Проглашавајући себе „дететом са кључем на вратима“, Коџима је редовно читао књиге као дете као начин да се носи са очевом смрћу, стичући животно искуство из лекција које је научио из књига и филмова. Коџима даље разрађује своја уверења о приповедању, наводећи да „приче вам омогућавају да доживите места на која никада не бисте могли да одете – прошлост, будућност или далеке светове. Можете постати друге етничке припадности или пола. Чак и када читате сами, делите те приче док се одвијају пред вама са безброј људи које никада нисте упознали.“ Коџима такође говори о својој рутини посећивања књижара током слободног времена, наводећи да му истраживање различитих књижевних дела помаже да „постане бољи у проналажењу сусрета који су му значајни и да додатно усавршава свој сензибилитет“.
Један значајан есеј у књизи бави се Коџиминим обожавањем свемира које потиче из његовог детињства. Првобитно објављен 2009. године, есеј се бави утицајем који је свемир имао на Коџимин поглед на човечанство и открива његов сан да једног дана оде у свемир. У есеју, Коџима је истакао да би био задовољан кружењем око Земљине атмосфере, уз признање да би жртвовао своју позицију дизајнера игара да би остварио свој сан. Коџима је такође изјавио своју жељу да постане астронаут, али је одустао од свог сна да би се посветио дизајну игара због ограничења јапанског свемирског програма у развоју током детињства. Још један есеј, објављен 2011. године, комбинује Коџимину рецензију Хиро Арикавиног лаког романа из 2008. године , Ханкју Денша, са његовим сећањима из детињства на Ханкју железницу. У овом поглављу Коџима се присећа успомена на вожњу возом железнице у различитим тренуцима свог живота, укључујући и своје одрасло доба када се поново возио возом годину дана пре него што је написао есеј. Коџима се осврнуо на сентименталну вредност Ханкју железнице, написавши да железница „није била само средство за прелазак са једног места на друго, већ и машина времена која повезује моја сећања са мојим родним градом“.

## Теме и стил
Разне публикације су приметиле да књига бележи везе између Коџиминих омиљених медијских дела и његових осећања о догађајима који су окруживали његов живот. Кроз таква испреплетана размишљања, Креативни ген истражује како конзумација медија обликује људску перцепцију света. У осврту за AV клуб, Сем Барсанти је сматрао медије о којима се расправља у Коџиминим есејима тангенцијалним темама које су на крају одражавале веће идеје које су преовладавале у његовом животу. Барсанти је тврдио да је есеј о јапанској аниме серији Свемирски бојни брод Јамато заронио у Коџимин однос са његовим оцем. Такође је приметио сличан образац са есејем о ТВ серијама Зачарана, Мала кућа на прерији и анимеу Шин Чан, истражујући како је смрт његовог оца утицала на његове вредности према породици. Камерон Кунзелман из часописа Paste изјавио је да књига приказује Коџиму како „константно одражава сопствена искуства са медијима кроз оно што се дешавало и у његовом личном животу и у ширем контексту јапанске културе“. Дискутујући о њему као о ствараоцу чији је развијени естетски укус помогао у његовој способности да режира игре, он разрађује да Коџимине инспирације у његовом раду демонстрирају „филозофију стварања, у којој је појединац увек нека врста културне везе која меша утицаје и производи нове ствари“. Публикације су такође приметиле да Коџима избегава отворена објашњења свог специфичног креативног процеса и пуке резимее својих инспирација у књизи Креативни ген. Џошуа Фур из DualShockers-а је написао да књига садржи мало референци на видео игре које је створио, као што је сага Metal Gear, уместо тога разматрајући књиге, филмове и музику који су се односили на његов живот.
Кунзелман је тврдио да се Креативни ген бави темама као што су усамљеност, смрт и туга. Написао је да књига садржи „трагични фокус“ који преовладава кроз многе приче, тврдећи да се Коџимина склоност ка фокусирању на мрачнија медијска дела „усредсређује на његово интересовање за однос између људи, њихових друштава и како се носе са масивним променама у животној средини“. Анет Полис из Силиконере напомиње да књига открива аспекте Коџиминог личног живота као што су суочавање са смрћу оца и његови сукоби са депресијом, док је Фур напоменуо да се есеј о филму Таксиста (1976) односи на његова искуства са изолацијом у детињству, у којима се идентификује са ликом Трависом Биклом. Публикације су такође коментарисале есеј посвећен Сатошију Итоху о новелизацији игре Метал Гир Солид 4: Оружје патриота (2008) као да одражава теме смрти у књизи. Итох, блиски Коџимин пријатељ и аутор новеле, подлегао је раку 2009. године у 34. години, убрзо након завршетка романа. Рич Стентон из PC Gamer-а повезао је теме усамљености, жаљења и изолационизма из књиге са Death Stranding-ом, такође повезујући игру са Коџиминим есејем о Таксисти.
Аспекти књиге разрађују теме истражене у Коџиминим играма, као што су гени, мемови и сцене. Све три идеје су истражене у играма Metal Gear Solid. Барсанти је приметио да се Креативни ген опширно фокусира на идеју мемова, а Коџимине дискусије о медијима у којима ужива преносе како информације утичу на васпитање појединаца. Кунзелман је назвао Коџимино наглашавање мемова „докинсовским“, описујући Коџимине ставове о мемовима као индивидуализованије становиште које укључује ширење идеја међу људима. Пишући за GamesHub, инди програмер игара Нафтали Фолкнер анализирао је Коџимине односе са медијима у контексту стварања, наиме како идеје које се развијају изван различитих генерација инспиришу уметничка дела. Фолкнер наводи да кроз истраживање медија, књига „показује како можемо почети да размишљамо о мемовима као о више од пуког омажа – како можемо почети да одсецамо површину ствари које нам се свиђају и да копамо дубље у дух идеја које одјекују у нама“.

## Рецепција
Књига Креативни ген добила је позитивне критике медија, од којих је неколико похвалило личну и искрену природу књиге. Барсанти из AV клуба је књигу са А−, хвалећи Коџимине страствене изразе за његова омиљена уметничка дела. Сматрао је да су најбољи тренуци књиге „увиди у ум визионарског уметника који случајно ради у медијуму који није увек познат по свом капацитету за визионарску уметност“. Кунзелман је похвалио књигу и сматрао да она не само да нуди увид у Коџимине утицаје, већ и у понављајуће мрачне мотиве који се налазе у његовом животу и опусу. Упоређујући књигу са Коџимином склоношћу ка научнофантастичним трагедијама, Кунзелман је сматрао да је књига слична предосећају који нуди „увид у одређену врсту људске машине“, такође тврдећи да би нас „њено потпуно прихватање одвело на погрешан пут“. Стентон је слично похвалио и мање критике за књигу, верујући да се у књизи смењују дубина која би изазвала уроњеност у читаоце и тренуци уживања који би омогућили брзо читање. Џеф Дан Engadget -а је рангирао Креативни ген међу своје омиљене књиге 2022. године, хвалећи књигу због њене искрености и поштовања према уметности и креативном процесу.
Неколико критичара је приметило да је Креативни ген пружио њима, као и читаоцима, дубље разумевање дела фикције. Полис је открила да су аспекти њеног живота повезани са мноштвом медија у којима је Коџима уживао, примећујући да имају заједничко интересовање за ауторе као што су Агата Кристи, Мијуки Мијабе и Казуо Умез. Такође је изјавила да је кроз таква слична интересовања више резонирала са Коџимом, тврдећи да је књига „фантастичан поглед у ум једног од најпознатијих дизајнера игара“. Фур је истакао да књига показује снажну наклоност према медијима коју није пронашао нигде другде. Приметивши да ће читаоци препознати како су одређена медијска дела инспирисала идеје у Коџиминим играма, Кунзелман је књигу видео као поучан начин да се сагледају сопствени утицаји. Барсанти је тврдио да, иако читаоци можда не деле исто обожавање Коџиминих омиљених уметничких дела као он сам, књига би могла да пружи читаоцима ватрено дивљење према уметничким делима у којима лично уживају.